# Неделчо Великов
Неделчо Стоянов Великов е български военноморски офицер, инженер-корабостроител и преподавател във Висшето военноморско училище „Н. Й. Вапцаров“ във Варна. Има значителен принос за развитието на корабостроителното образование в България.

## Биография
Неделчо Великов е роден на 31 юли 1933 г. в с. Марково, Варненско. Семейството му е със селски произход. Баща му е железопътен и пощенски служител, а майка му – домакиня. Неделчо Великов завършва прогимназия в с. Марково. През 1947 г. постъпва в мъжката гимназия във Велико Търново, където учи 2 години. След това постъпва във Военноморското училище „Н. Й. Вапцаров“ във Варна във военно-гимназиалния отдел на училището и го завършва с отличие през 1951 г. Тогава командването на училището го изпраща да продължи образованието си в СССР. За периода 1951 – 1957 г. учи във Висшето военноморско инженерно училище „Ф. Е. Дзержински“ в Ленинград. Завършва корабостроителния факултет на училището с пълно отличие и златен медал с квалификация инженер-корабостроител по специалността „Военно корабостроене“. През 1956 г. се жени за Людмила Владимирова Капустина, рускиня, с която има син Юрий. Юрий Великов се реализира в морското корабоплаване, достигайки до капитан на кораб. Неделчо Великов умира на 1 април 1968 г. на 34-годишна възраст.

## Трудова дейност и заслуги
След завръщането си от обучение в Ленинград Неделчо Великов започва да преподава хдродинамика и теория и устройство на кораба в Морското училище.

## Признание и наследство
- Висшето военноморско училище „Н. Й. Вапцаров“ във Варна назовава лекционна зала на негово име през 2023 г.
- Неговите възпитаници продължават делото му, като създават катедра „Корабостроене“ в Техническия университет във Варна и участват в основаването на Института по корабна хидродинамика.